# Le Grand Cirque (slika, 1968)
Le Grand Cirque je slika olje na platnu iz leta 1968 belorusko-francoskega umetnika Marca Chagalla.

## Opis
Na tej sliki se Chagall osredotoča na ring ali osrednji oder, ko mitske figure s krili gledajo na spektakel z višine. Tema cirkusa je bila umetniku draga. Chagall se je pogosto vračal k cirkusu kot temi svojih umetniških del. Klovne, akrobate in igralce je obravnaval kot tragično človeška bitja, ki so podobna likom na določenih verskih slikah. Med drugimi postimpresionističnimi in modernimi slikarji, ki so v svojih delih prikazovali cirkus, so Seurat, Toulouse-Lautrec, Pablo Picasso, Rouault, Kees van Dongen in Léger. Le Grand Cirque (1968) velja za Chagallovo najbolj veličastno raziskovanje cirkusa kot subjekta njegovih slik.

## Izvor
Galerija Pierre Matisse v New Yorku je sliko pridobila od umetnika kmalu po tem, ko jo je dokončal. Slika je bila prvič razstavljena v New Yorku decembra 1968, nato pa je bila več let v zbirki Galerije Pierra Matissa, kjer je bila razstavljena na nekaterih najpomembnejših retrospektivah umetnikovega dela, vključno z dokončno razstavo na Kraljevi akademiji umetnosti leta 1985. Maja 1998 je bila slika prodana zasebni zbirki pri Sotheby's v New Yorku.

## Razstave
- New York, Galerija Pierre Matisse, Marc Chagall, Novejše slike, 1966-1968, 1968, št. 23
- New York, Muzej Solomon R. Guggenheim, 1975
- New York, Galerija Pierre Matisse, Marc Chagall, A Celebration, 1977, št. 11
- Sarasota, Muzej umetnosti John in Mable Ringling, Cirkus v umetnosti, 1977
- Muzej umetnosti Milwaukee; Kolumbov muzej umetnosti; Albany, Muzej države New York; Washington, D.C., Umetnostna galerija Corcoran, Center Ring: Umetnik. Dve stoletji cirkuške umetnosti, 1981–82, št. 29
- London, Royal Academy of Arts: Philadelphia Museum of Art, Chagall, 1985, št. 110